# Wasserschloss Hueb

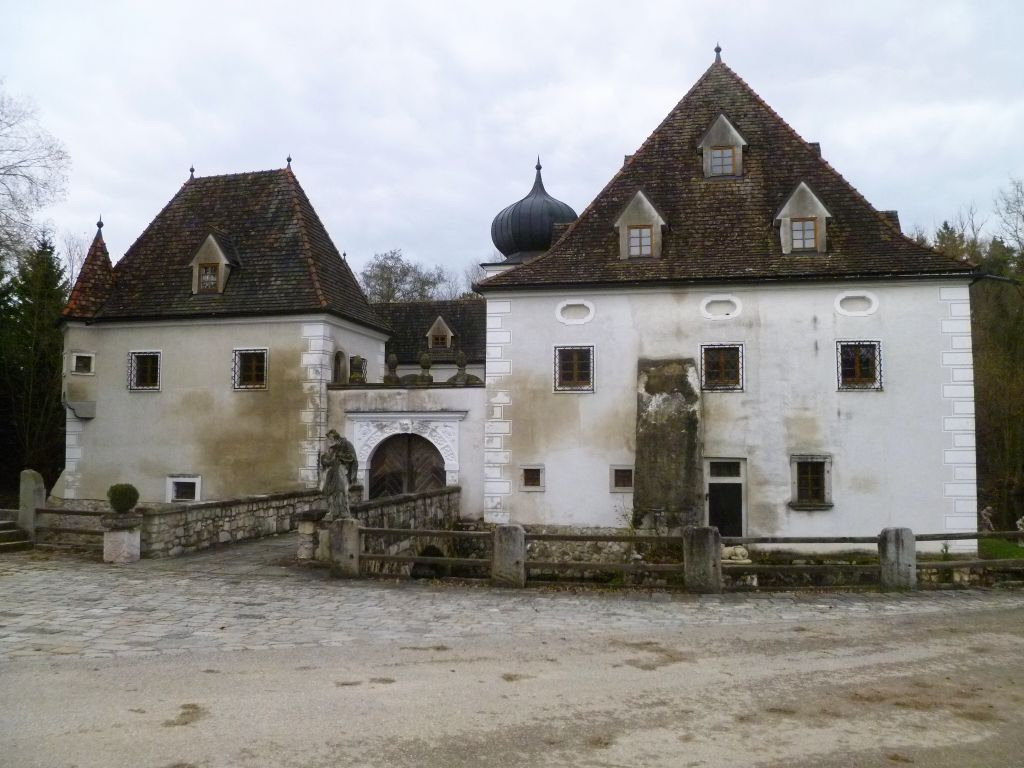
Das Wasserschloss Hueb

Das Wasserschloss Hueb befindet sich im gleichnamigen Ortsteil der Gemeinde Eggendorf im Traunkreis im Bezirk Linz-Land (Österreich).

## Geschichte

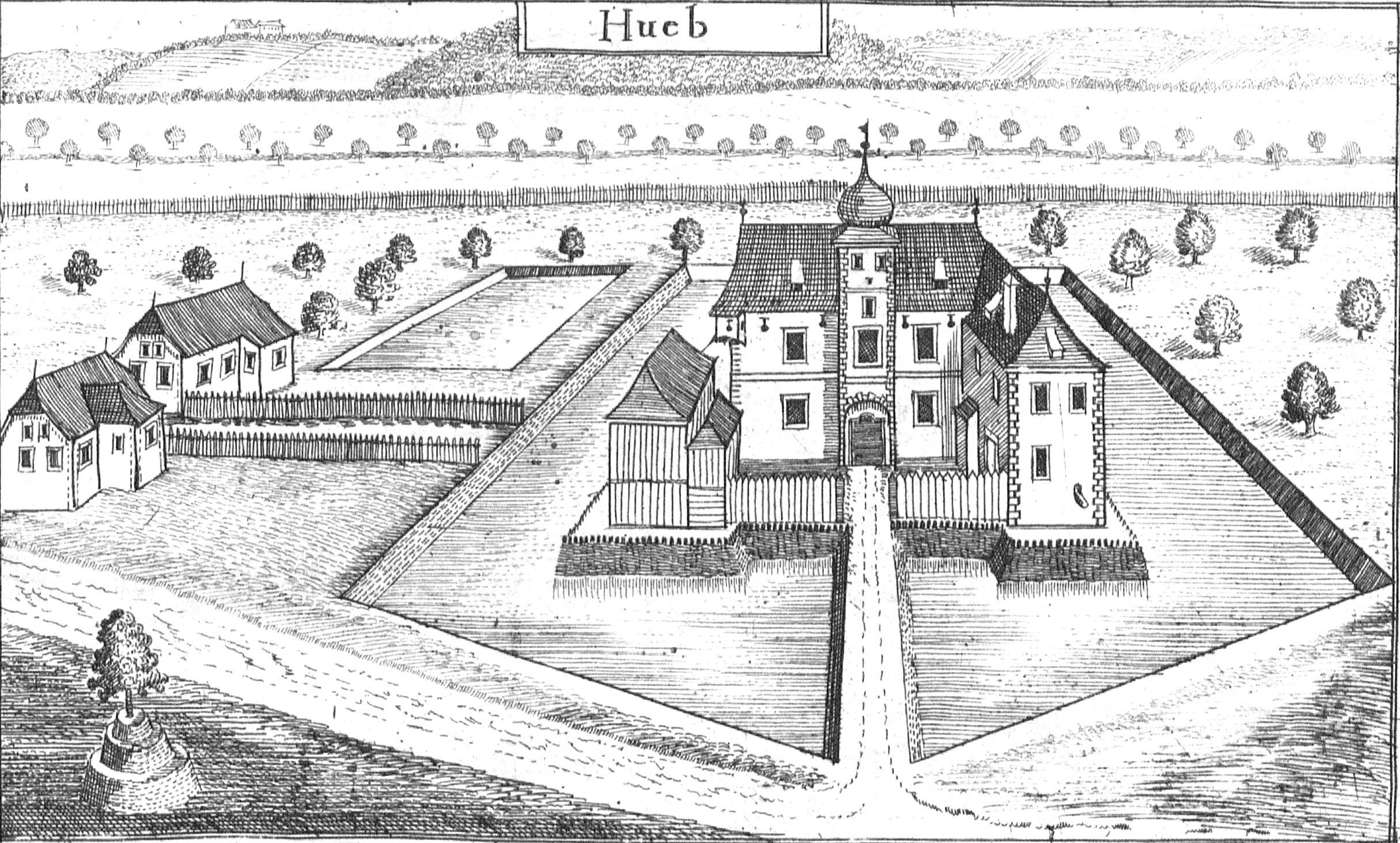
Wasserschloss Hueb nach einem Stich von Georg Matthäus Vischer von 1674

Schloss Hueb wird erstmals 1356 als ein Volkensdorffer Lehen genannt. Dieses Lehen war an den Steyrer Stadtrichter Eberhard Mühlwanger vergeben. Als Lehensherren werden später die Gebrüder Siegmund und Heinrich Prueschenk genannt. 1525 kam Hueb in den Besitz der Familie Sproll. 1557 wird als Eigentümer der Steyrer Bürger Daniel Luger genannt. Unter dem Sohn des Urban Johann Steurer, der Hueb um 1588 besaß, kam es aufgrund hoher Steuern zu einem Bauernaufstand, bei dem auch die benachbarten Güter Eggendorf und Leompach angegriffen wurden.
Als weitere Besitzer werden genannt: Klaudius Philipp Pröller von Ladendorf (1608), Johann Friedrich Mörk von Gneisenau (1650), Stift Schlierbach, Ehrenreich von Schallenberg, der Hueb mit Eggendorf vereinigte. Unter Wolf Spiller von Mitterberg (1696–1709) wurde das Schloss um 1700 nach schweren Brandschäden wieder aufgebaut.
1956 wurde das Schloss von der Familie Wiesmayer, die früher in Weitersdorf die dortige Taverne leiteten, gekauft und es wurde auch hier ein Gasthaus eröffnet. 1961 kam es in den Besitz der Familie Wimmer. Heute ist das Schloss im Privatbesitz von Erwin Machgraber, Antiquitätenhändler aus Marchtrenk, der sich um eine stilgerechte Renovierung bemüht.

## Beschreibung
Das Schloss ist von allen vier Seiten von einem Teich umgeben. Zu dem Schloss führt eine steinerne Brücke mit einer Nepomukstatue.
An einer Ecke ist ein auskragendes Ecktürmchen zu sehen. Die Rückseite wird von einem mächtigen Turm mit Zwiebeldach überragt. Hier befinden sich sowohl im Erdgeschoß wie auch im ersten Stock offene Arkadengänge mit Granitsäulen. Links neben dem Turm befindet sich im ersten Stock eine offene Terrasse mit einer Granitbalustrade. Im umgebenden Schlosspark sind eine Reihe von Steinfiguren (u. a. Maria als Himmelskönigin mit Jesus und Engeln, Barockfiguren, Löwen) und andere Monumente aufgestellt.
Das Schloss macht einen unbewohnten und renovierungsbedürftigen Eindruck.

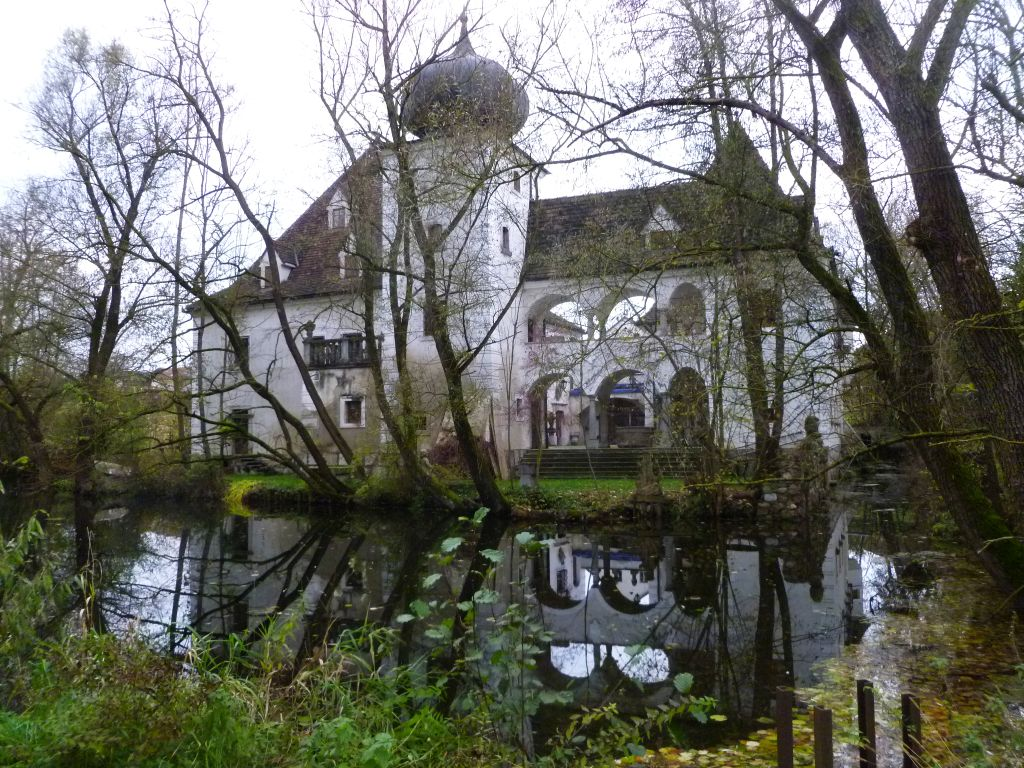
Rückseite des Schlosses
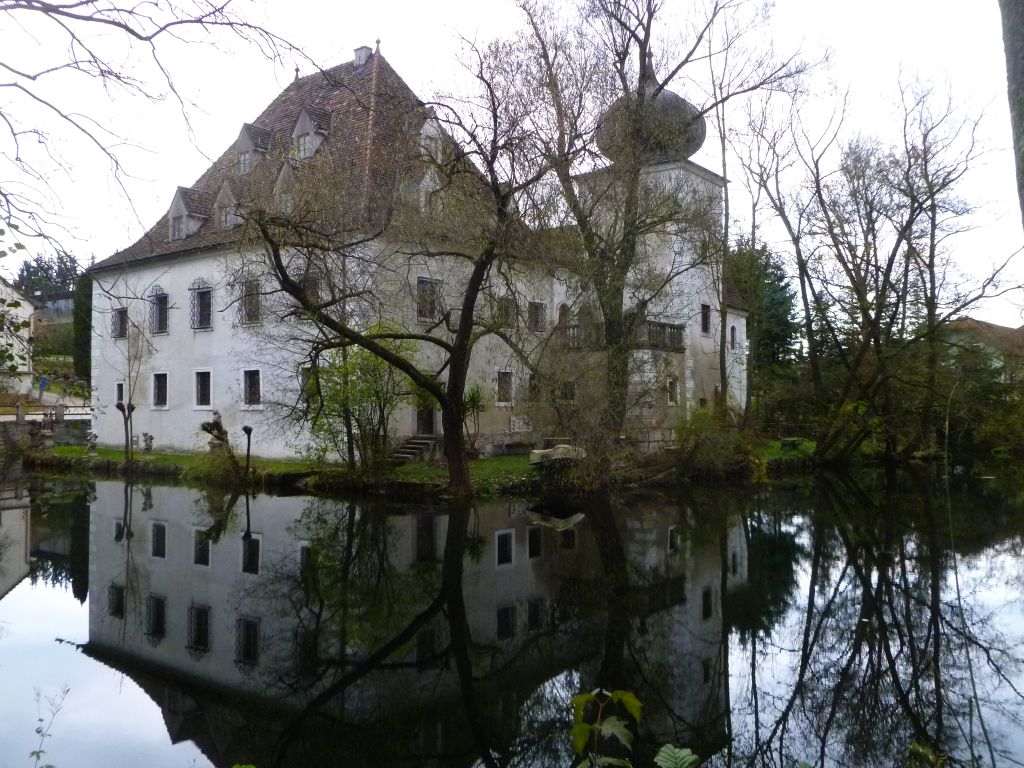
Seitenansicht mit Teich
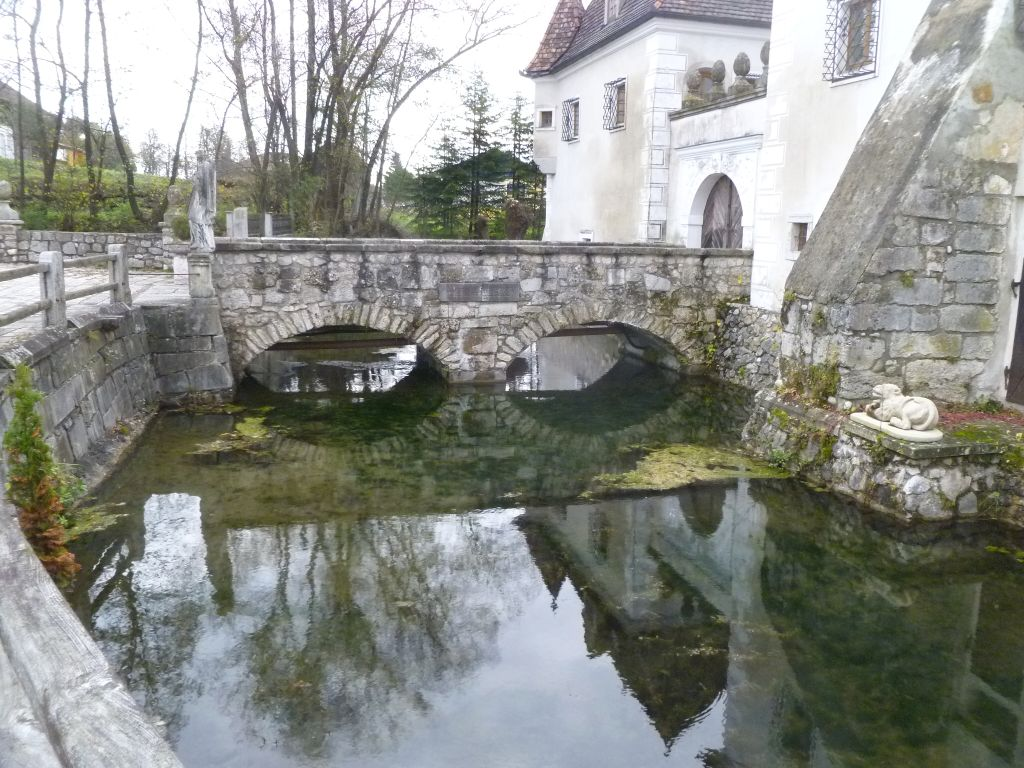
Brücke zum Schloss
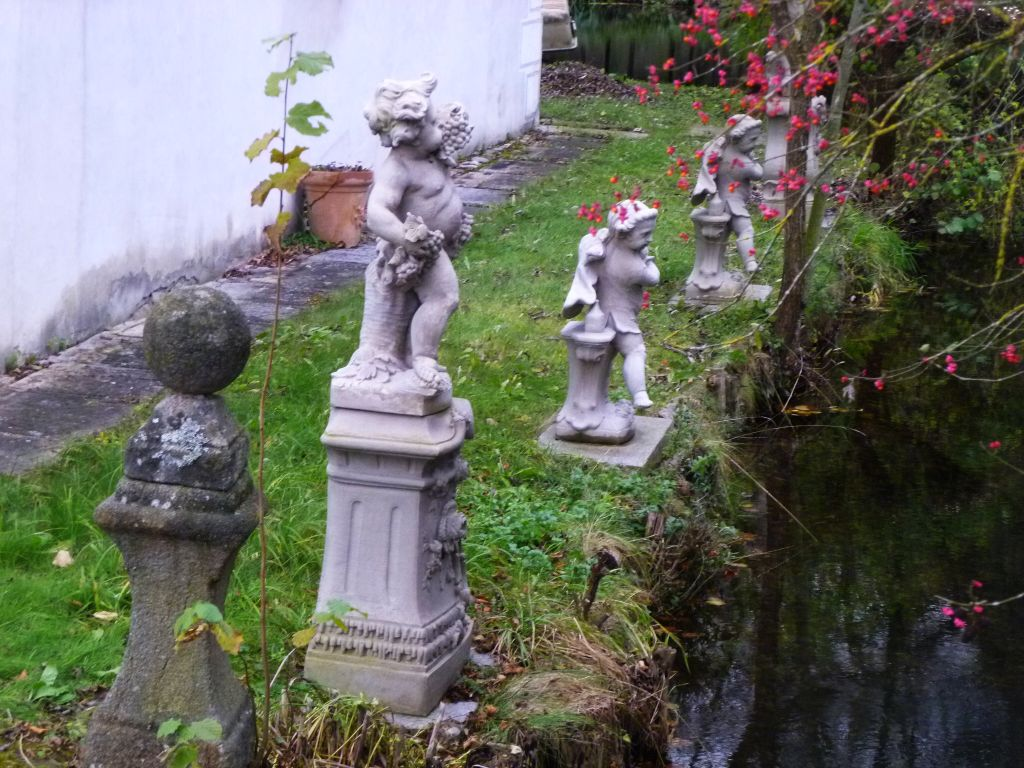
Gartenfiguren